# Цыбарев, Анатолий Николаевич
Анатолий Николаевич Цыбарев (21 января 1924 — 1 ноября 1953) — участник Великой Отечественной войны, полный кавалер ордена Славы.

## Биография
Родился 21 января 1924 года в селе Большая Царевщина (сейчас посёлок городского типа Волжский) Красноярского района Самарской области, в семье рабочего. Русский. Образование не полное среднее — окончил 8 классов. После окончания школы работал слесарем по ремонту автомобилей в дорожно-ремонтном строительном управлении.
В Красную Армию был призван в январе 1942 года. Участвовал в боях на фронтах Великой Отечественной войны  с января 1943 года разведчиком 77-й отдельной гвардейской разведывательной роты 73-й гвардейской стрелковой дивизии 57-й армии . Вначале воевал на 2-м Украинском фронте, затем — на 3-м Украинском фронте. Гвардии рядовой , гвардии младший сержант, старший сержант.
В 1944 году стал членом ВКП(б).
В октябре 1945 демобилизован. Вначале жил в селе Красный Яр, затем переехал в г. Куйбышев (ныне г. Самара). Работал шофером геологоразведочной партии «Куйбышевнефть».
Умер 1 ноября 1953 года. Похоронен в пгт Волжский.

## Подвиги
13 февраля 1944 в составе разведывательной группы восточнее г. Бобринец (Кировоградская область, Украина) блокировал немецкий блиндаж и захватил в плен 3 немцев, давших ценные сведения. За этот подвиг награждён орденом Славы 3 степени.
В ночь на 11 июня 1944, перейдя в составе группы вброд озеро Бык около города Бендеры (Молдавия), целый день находился в 50 м от немецкого блиндажа. С наступлением ночи бесшумно снял часового, после чего захватил «языка» и доставил его в штаб. За этот подвиг награждён орденом Славы 2 степени.
16 апреля 1944 года в боях за село Батина (7 км юго-западнее г. Колут, Сербия) ворвался в опорный пункт немцев и уничтожил пулемет и несколько немецких солдат. Затем преследуя немцев, вместе с другими разведчиками ворвался в населённый пункт Каранч и удерживал его до подхода основных сил. За этот подвиг награждён орденом Славы 1 степени.

## Награды
- Орден Славы 3 степени (29.02.1944)
- Орден Славы 2 степени (17.07.1944)
- Орден Славы 1 степени (24.03.1945)
- Орден Красной Звезды
- Медаль «За отвагу»  — 2 медали
- медали СССР